# Джапарідзе Прокоп Апрасіонович
Джапарідзе Прокоп Апрасіонович або Альоша Джапарідзе (груз. პროკოფი აპრასიონის ძე ჯაფარიძე; 3 (15) січня 1880 — 20 вересня 1918) — грузинський революціонер-більшовик, один із 26 бакинських комісарів.

## Біографія

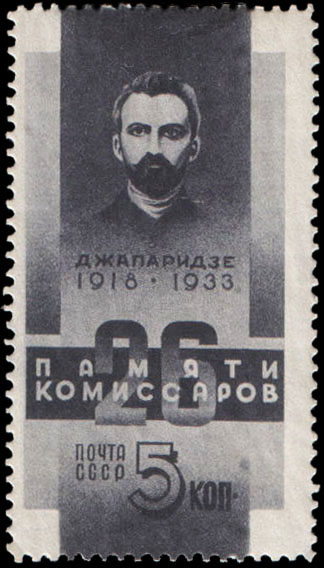
Поштова марка СРСР. 1933 рік.

Народився 3 (15) січня 1880 року в селищі Шардометі, нині Онський муніципалітет, мхаре Рача-Лечхумі та Квемо Сванеті, Грузія в родині поміщика.
Навчався спочатку у Сукцениському дворянському училищі, згодом, у 1896–1900 роках — в Олександрівському учительському інституті в Тифлісі.
Член РСДРП з 1898 року. За активну участь у серпневому страйку залізничників у 1900 році був виключений з інституту й заарештований. Протягом 11 місяців перебував у Метехській фортеці, а згодом висланий до Кутаїської губернії.
У 1901‒1904 роках — член Імеретино-Мінгрельського й Кавказького комітетів РСДРП. З серпня 1904 року — член Бакинського комітету РСДРП, один з ініціаторів створення азербайджанської соціал-демократичної групи «Гумет». У грудні 1904 року очолив загальноміський страйк у Баку. Делегат ІІІ з'їзду РСДРП у 1905 році від бакинської партійної організації. У 1906–1908 роках брав участь у виданні більшовицької преси («Бакинский рабочий», «Призыв», «Коч-Девет», «Гудок», «Волна»). У 1906–1909 роках — секретар правління Спілки нафтопромислових робітників, організатор боротьби за підписання колективного договору робітників з підприємцями. Вів партійну роботу в Ростові-на-Дону, на Кубані. Протягом 1908–1911 років неодноразово заарештовувався, був висланий до Великого Устюгу терміном на 3 роки.
З червня 1914 року — член Тифліської партійної організації. У травні 1915 року заарештований і засланий до Єнісейської губернії, звідки незабаром втік.
Після Лютневої революції 1917 року обраний до складу Бакинського комітету РСДРП. На VI з'їзді РСДРП(б) у серпні 1917 року обраний кандидатом у члени ЦК РСДРП(б).
З січня 1918 року — голова виконкому Бакинської ради робітничих, селянських, солдатських і матроських депутатів. У березні того ж року увійшов до складу Комітету революційної оборони, який керував придушенням повстання мусаватистів. Зі створенням у квітні 1918 року Бакинського Раднаркому, обійняв посаду наркома внутрішніх справ. У червні 1918 року призначений комісаром продовольства.
Після повалення Радянської влади в Баку есерами та меншовиками 31 липня 1918 року був заарештований разом з іншими комісарами.
У ніч на 20 вересня 1918 року разом з іншими вивезений з Красноводська й на 207-й версті Закаспійської залізниці між станціями Ахча-Куйма і Перевал страчений.

## Сім'я
Дружина — Варвара Михайлівна Джапарідзе (1886–1952), член РСДРП з 1902 року, нарком просвіти Грузії, заввідділу ГУНЗ Наркомважпрому, член Президії ЦВК, ЦК і ЦКК КП Грузії.
Подружжя мало двох дочок:
- Джапарідзе Люція Олексіївна (Прокопівна) (1906–1988) — завідувачка агітаційно-масового відділу Москворецького райкому ВКП(б) Москви була репресована й з 1936 по 1943 роки відбувала покарання на Колимі[2].
- Джапарідзе Олена Прокопівна (1907–1997) — інженер-енергетик, брала участь у будівництві Магнітки, ТЕЦ у Дагестані. Згодом обіймала посади заступника наркома та міністра чорної металургії СРСР, заступника міністра метулургійної промисловості СРСР. Нагороджена орденами Леніна і Трудового Червоного Прапора[3].

## Пам'ять
Ім'ям П. А. Джапарідзе названо вулиці в містах Баку та Сочі.

## У культурі
У фільмі Двадцять шість бакинських комісарів 1965 року Прокопа Джапарідзе зіграв грузинський актор Тенгіз Арчвадзе.